# Geundring
Geundring is een bestuurslaag in het regentschap Aceh Besar van de provincie Atjeh, Indonesië. Geundring telt 549 inwoners (volkstelling 2010).